# 最终幻想水晶编年史系列
《最终幻想水晶编年史系列》是由史克威尔艾尼克斯开发的《最终幻想》系列衍生游戏合集。该系列始于2003年发行的GameCube平台首作，主要登陆任天堂游戏硬件平台，涵盖动作角色扮演等多种游戏类型。故事发生在一个由四大种族居住的无名世界，贯穿始终的核心主题包括“从记忆中创造物品”与“亲情羁绊”。其游戏设计始终追求在各自类型框架内实现最大程度的受众包容性，通常支持多人协作或大规模团队作战玩法。
自系列诞生以来，一直由以《最终幻想》和《沙加》系列闻名的河津秋敏担任监制。核心创作团队包括：打造中世纪风格标志性配乐的作曲家谷冈久美；担任美术设计并执导《水晶持有者》的板鼻利幸；以及担任《时之回声》和两部WiiWare作品主美术的泉泽康久。该系列整体评价积极，评论界普遍称赞其创新精神，尤其是首作突破传统的多人游戏机制。

## 电子游戏
| 2003 | 水晶编年史                 |
| 2004 |                            |
| 2005 |                            |
| 2006 |                            |
| 2007 | 命运之环                   |
| 2008 | 小小国王与约定之国         |
| 2009 | 时之回声                   |
| 2009 | 光与暗之公主与世界征服之塔 |
| 2009 | 水晶持有者                 |

- 《水晶编年史》是一款动作角色扮演游戏，2003年在日本首发，2004年全球登陆GameCube平台[4][5][6]。2020年推出的重制版新增内容，登陆Nintendo Switch、PlayStation 4、Android及iOS平台[7]。故事发生在灾祸使世界笼罩剧毒瘴气的千年之后，玩家将带领商队收集能强化村庄防护水晶的神树汁液[8]:6–7[9]。

- 《命运之环》是2007年日本首发、2008年全球发行的Nintendo DS平台动作角色扮演游戏[10][11][12]。剧情围绕尤里与切琳卡兄妹对抗袭击村庄的远古邪恶势力展开[11]。

- 《小小国王与约定之国》作为2008年Wii平台WiiWare服务的首发模拟经营游戏[13][14][15]，设定在《水晶编年史》事件后的遥远大陆，玩家扮演年轻君主重建王国[16]。

- 《时之回声》是2009年同步登陆DS与Wii双平台的动作角色扮演游戏[17][18][19]。玩家自定义的主角将为治愈挚友的“水晶病”踏上冒险[20]。

- 《光与暗之公主与世界征服之塔》作为2009年通过WiiWare发行的塔防游戏[21][22][23]，延续《小小国王与约定之国》剧情，讲述前作反派之女蜜拉继任魔王征服大陆的故事[24][25]。

- 《水晶持有者》是2009年日美首发、2010年登陆PAL地区的Wii平台动作冒险游戏[26][27][28][29]，时空设定于初代故事千年之后，讲述体内嵌有水晶而获得超能力的青年莱尔的冒险[30][31]。

## 共同元素
尽管各作品在玩法以及叙事上各具特色，但所有故事都发生在同一个由四大种族共存的世界：类人形的克拉瓦族、矮壮有力的利尔提族、精通魔法的尤克族以及游牧为生的塞尔基族。该系列贯穿始终的两大核心主题，其一是“由记忆具象化的造物”，其二则是“家族羁绊的重要性”。作为《最终幻想》系列的标志性元素，水晶在各代作品中都扮演着关键角色。系列还延续了陆行鸟、莫古力等《最终幻想》系列经典形象，以及魔界花、炸弹怪等标志性怪物。这些元素的再现并非随意安排，而是严格考量其在游戏中的功能适配性与世界观契合度。
水晶编年史系列时间线始于数千年前的《命运之环》，彼时四大种族尚处于和谐共处的黄金时代。在此期间发生了《时之回声》的故事。《小小国王与约定之国》的故事发生在《水晶编年史》结局瘴气消散之后，讲述主角雷歐重建王国的历程。随后的《光与暗之公主与世界征服之塔》则描绘了残存魔物为求生存，与《小小国王与约定之国》及《水晶编年史》中登场的角色爆发冲突的后续篇章。而《水晶持有者》的故事发生在《水晶编年史》千年之后，此时尤克族已在与利尔提族的战争中消失，水晶魔法也成为稀有之物。
《水晶编年史》系列的玩法始终围绕两大核心：多人协作或团队共斗。唯一例外是《水晶持有者》，该作采用单一主角制。全系列秉持“大众化游戏体验”的设计理念。《水晶编年史》创新性地运用了GameCube与Game Boy Advance的联机功能实现多人玩法:21–26；《命运之环》与《时之回声》主打类似《暗黑破坏神》系列的地牢探索与战利品收集机制；《小小国王与约定之国》以城建经营为核心，玩家需派遣冒险者收集物资、扩张势力；《光与暗之公主与世界征服之塔》虽延续群体作战概念，却转型为颠覆系列叙事的塔防玩法；而《水晶持有者》则大胆革新系列传统，除动作冒险与物理战斗系统外，还融入大量迷你游戏。

## 开发
系列首款游戏《水晶编年史》的诞生源于史克威尔的特殊处境：这家因在索尼PlayStation平台开发《最终幻想VII》而与任天堂关系破裂的开发商，此时正因电影《最终幻想：灵魂深处》票房惨败陷入经营困境。为重启任天堂平台游戏开发，史克威尔第二开发部秘密成立了名为“游戏设计师工作室”的空壳公司，由公司本身与《沙加》系列创始人河津秋敏共同持股，以此规避对索尼平台其他项目的影响。
凭借《水晶编年史》的市场佳绩，史克威尔艾尼克斯于2006年初正式启动续作开发，《命运之环》与《水晶持有者》同年官宣。为了专注该系列及其他项目，河津秋敏暂停了《沙加》系列的开发工作。从系列首作至《水晶持有者》，该系列始终独占任天堂平台——河津解释此为对当年任天堂邀约的诚意回报。各款游戏的重制版则由后来加入史克威尔艾尼克斯公司的荒木亮马主导，这位因游玩原版而入社的制作人希望为现代玩家复兴经典。在河津监修下，重制版进行了幅度达50%内容的重构性改编。
该系列的核心团队成员多为《最终幻想IX》项目开发团队的骨干，并且持续参与整个系列的创作。河津秋敏在每部作品中均担任创意指导，主要作为执行制作人把控全局，还亲自负责了《水晶持有者》的剧本创作。《命运之环》与《时之回声》由神山满担任导演，三草裕之负责游戏设计。角色设计方面，《水晶编年史》与《命运之环》由参与过《最终幻想IX》的板鼻利幸操刀，其后来更升任《水晶持有者》的制作导演；而《时之回声》、《小小国王与约定之国》及《光与暗之公主与世界征服之塔》的角色设计则由泉泽康久担纲。

### 音乐
系列配乐主要由曾参与《最终幻想XI》作曲的谷冈久美操刀。她先后为《命运之环》与《小小国王与约定之国》创作原声，随后同步完成了《时之回声》和《光与暗之公主与世界征服之塔》的配乐工作。正因同时负责两部作品，谷冈未能深度参与《水晶持有者》的音乐制作，该作改由岩崎英则和山崎亮联合作曲。在系列重制版中，谷冈与岩崎再度合作，既重编经典曲目也创作了新乐章。
该系列音乐有别于《最终幻想》其他作品，大量运用中世纪和文艺复兴时期的古乐器。首作《水晶编年史》便采用了直笛、克鲁姆管和鲁特琴等特色乐器。谷冈久美曾坦言，《时之回声》是其当时职业生涯中最具挑战性的配乐项目。岩崎英则与山崎亮原本计划在《水晶持有者》中延续谷冈的风格，但经河津秋敏与板鼻利幸建议，最终转向以美国音乐为灵感的原声音乐风格。 

## 评价
| 游戏                       | Metacritic                   |
| -------------------------- | ---------------------------- |
| 水晶编年史                 | (NGC) 80/100 (NS/PS4) 62/100 |
| 命运之环                   | 77/100                       |
| 小小国王与约定之国         | 80/100                       |
| 时之回声                   | (DS) 75/100 (WII) 64/100     |
| 光与暗之公主与世界征服之塔 | 73/100                       |
| 水晶持有者                 | 66/100                       |

首作《水晶编年史》发售后迅速登上销量排行榜前列，最终全球销量达130万份。《命运之环》全球销量近70万份，而《时之回声》则为57万份。相较之下，《水晶持有者》在日美两地市场遇冷，甚至未能入选史克威尔艾尼克斯2010财年财报的提及作品。
在《最终幻想》系列回顾专题中，Digital Spy将本系列与《最终幻想战略版》并列为该系列最成功的衍生作品。Eurogamer的罗伯·海恩斯（Rob Haines）在回顾系列第一款游戏时指出，其独特的多人玩法机制虽已显陈旧，却仍具开创性；同时认为该系列在发展过程中逐渐丧失了部分特色，转而迎合主流游戏受众。GameTrailers在2007年的《最终幻想》系列回顾视频中指出，《水晶编年史》既不同于《沙加》与《圣剑传说》等作品，在保持系列血脉的同时又成功塑造了独树一帜的个性，而非完全脱离主线世界观。Game Informer的伊姆兰·汗（Imran Khan）在河津秋敏专访前言中，将水晶编年史系列与河津的其他作品共同归类为“实验性游戏设计”的典范。